# Юдикаэль (граф Нанта)
Юдикаэль (Юэль) (фр. Judicaël, брет. Juhel, Jikel, Yezekael; умер в 1004) — граф Ванна и Нанта с 992, незаконный сын Хоэля I, герцога Бретани.

## Биография
После смерти в 992 году брата Хоэля II Юдикаэль унаследовал графство Ванн, а после гибели в том же году герцога Бретани Конана I, при поддержке графа Анжу Фулька III получил графство Нант, которое до этого удерживал герцог Конан. Однако в связи с молодостью первоначально Юдикаэль находился под опекой виконта Эмери III де Туар, который до 994 года носил титул графа Нанта.
Став совершеннолетним, в 994 году Юдикаэль потерпел поражение от нового бретонского герцога Жоффруа I и был вынужден принести ему вассальную присягу и выплачивать дань.
В 1004 году Юдикаэль был изменнически убит на дороге из Нанта в Ренн, когда направлялся к своему сюзерену. Нант и Ванн унаследовал его сын Будик.

## Брак и дети
Жена: Мелисента, дочь графа Гуго II дю Мэн. Дети:
- Юдит (ум. 1063); муж: Ален Кеньяр (ум.1058), граф Корнуая с 1026
- Будик (ум. 1037/1038), граф Нанта и Ванна с 1004; жена: Адвис